# 1654 en science
| Années de la science : 1651 - 1652 - 1653 - 1654 - 1655 - 1656 - 1657    |
| Décennies de la science : 1620 - 1630 - 1640 - 1650 - 1660 - 1670 - 1680 |

Cet article présente les faits marquants de l'année 1654 en science.

## Événements

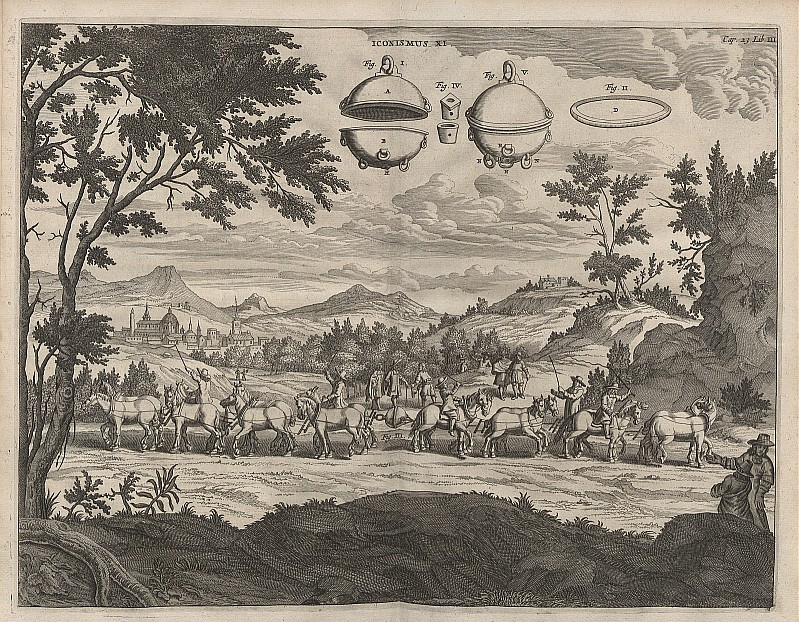
L'expérience des hémisphères de Magdebourg (Illustration de Gaspar Schott, extrait de Mechanica Hydraulico-Pneumatica, Würzburg, 1657)

- 8 mai : Otto von Guericke (1602 - 1686), fait son expérience des hémisphères de Magdebourg devant la cour de l’empereur Ferdinand III. Deux hémisphères vides d'un peu plus de cinquante centimètres de diamètre sont assemblés, et l'air contenu entre eux est pompé. La pression de l'atmosphère les maintient ensemble fermement. Deux attelages de quinze chevaux ne peuvent les séparer[1].
- 29 juillet-24 août : Blaise Pascal et Pierre de Fermat collaborent par lettres à une théorie des probabilités en échangeant leurs solutions pour résoudre le problème des partis posé par le chevalier de Méré[2].

## Publications
- Blaise Pascal, Traité du triangle arithmétique.

## Naissances
- 4 juin : Jean-François Gerbillon (mort en 1707), prêtre jésuite français, missionnaire en Chine, astronome et mathématicien à la cour de l'empereur chinois.
- 26 octobre : Giovanni Maria Lancisi (mort en 1720), clinicien italien connu pour avoir introduit le mot mal’aria, « mauvais air » et établi une corrélation entre la présence des moustiques et la prédominance de la maladie ainsi que pour ses études sur les maladies cardio-vasculaires.
- 27 décembre : Jacques Bernoulli (mort en 1705), mathématicien suisse.
- 28 décembre : Philippe Naudé l'Ancien (mort en 1729), mathématicien et théologien huguenot français.

- Pierre Varignon (mort en 1722), mathématicien et physicien français, connu pour sa démonstration de la règle de composition des forces concourantes énoncée par Simon Stevin en 1688, et pour sa formalisation des définitions de la vitesse instantanée et de l'accélération (communications à l'académie des sciences en 1698 et 1700).

## Décès
- 23 juillet : Orazio Grassi (né en 1583), jésuite italien, mathématicien, un astronome et un  architecte qui prit part à une vive controverse avec Galileo Galilei sur la nature des comètes[3].
- 31 août : Ole Worm (né en 1588), médecin et un collectionneur danois connu pour ses contributions dans le domaine de l'embryologie. Les os surnuméraires ou wormiens, se trouvant dans l'ossature du crâne, lui ont été dédiés.
- 4 novembre : Jacques Le Pailleur, mathématicien, un poète et animateur d'une académie français.